# Paint School I
Paint School I is een videospel voor het platform Philips CD-i. Het spel werd uitgebracht in 1991. Met dit spel kunnen kinderen schilderen. Tekeningen zijn in verschillende categorieën opgedeeld, zoals schattige dieren, wilde dieren en waterwereld. Ook is het mogelijk van scratch af aan te tekenen. Met kan kiezen uit 32.000 kleuren. Elke tekening kan veranderd worden in een schuifpuzzel. Het spel is voorzien van opzwepende muziek.